# アベル・ドゥコー
アベル・ドゥコー（Abel Decaux 1869年2月11日 - 1943年3月19日）はフランスのオルガニスト、作曲家。
ドゥコーはシャルル＝マリー・ヴィドールとアレクサンドル・ギルマンにオルガンを、ジュール・マスネに作曲を師事した。1900年前後の25年間にわたり、彼はパリのサクレ・クール寺院のオルガニストを務めた。1923年にはアメリカに移り、ロチェスターのイーストマン音楽学校でオルガンの指導を行った。1935年にフランスに帰国した彼は、パリのフランク音楽学校とグレゴリアン大学でオルガンを教えた。
ドゥコーの最も知られている作品（また本人が唯一出版した作品でもある）は「月の光 Clairs de lune」である。4つのピアノ曲で構成されており、1900年から1907年にかけて書かれ、1913年に出版された。この曲は当時としては非常に先進的であり、クロード・ドビュッシーやアルノルト・シェーンベルクの一部作品を予感させるものである。
「月の光」は1981年にトルコのメラル・ギュネイマン（Meral Güneyman）がブリッジ、ヴェーベルンの作品とのカップリングで録音。1996年にアメリカのピアニストであるフレデリック・チウがハルモニア・ムンディにラヴェルの「鏡」、シェーンベルクの「3つのピアノ曲」とのカップリングで録音。また2006年にはカナダのピアニスト、マルカンドレ・アムランがハイペリオンにデュカスの「ピアノソナタ」との併録で録音した。